# Корпус инженеров Армии США
Корпус инженеров Армии США (англ. United States Army Corps of Engineers (USACE)) — федеральное ведомство и военная организация США, существующая с 1775 года.
На 2010 год в корпусе числилось 34 000 человек, включая гражданский персонал.
С 17 мая 2007 года начальник инженерных войск — генерал-лейтенант Роберт Л. Ван Антверп младший (англ. Robert L. Van Antwerp, Jr).
На 2023 год — генерал-лейтенант Скотт Спеллмон.
Основные задачи Корпуса инженеров Армии США:
- Планирование, проектирование, строительство дамб.
- Проектирование и строительство систем защиты от наводнений.
- Проектирование и управление строительством военных объектов для сухопутных войск, военно-воздушных сил и других оборонительных сил и федеральных ведомств.
- Экологическое регулирование и восстановление экосистемы.

Делится на округа и дивизионы.

## Малые АЭС
Корпус инженеров Армии США и Комиссия по атомной энергии США (англ. Atomic Energy Commission) объединили свои силы в реализации Армейской ядерной энергетической программы (Army Nuclear Power Program) по созданию малых прочных передвижных ядерных электростанций для теплоэлектроснабжения отдалённых военных объектов.
В апреле 1957 года Армия США запустила первый энергетический ядерный реактор, подавший электрический ток в гражданскую электрическую сеть. В дальнейшем реактор SM-1 мощностью 10 МВт стал учебным полигоном для тренировки американских армейских и флотских операторов ядерных реакторов.
После успешной апробации SM-1 Инженерный корпус создал ещё семь энергетических ядерных реакторов и разместил их в разных местах мира, в том числе запустил в 1962 году реактор SM-1A мощностью 20,2 МВт в Форт-Грили (англ. Fort Greely) в штате Аляска и в 1967 году — первую в мире плавучую АЭС Sturgis с реактором MH-1A мощностью 45 МВт.
Инженерный корпус осуществляет полный жизненный цикл малых атомных электростанций — он не только строит и обслуживает, но также дезактивирует, демонтирует и утилизирует отработавшие свой срок реакторы и другое их оборудование.

## Охрана окружающей среды
Экологические задачи Корпуса инженеров Армии США имеют два основных направления: восстановление и охрана окружающей среды.
Войска управляют многочисленными экологическими программами: от очистки населённых пунктов на территориях бывших военных объектов, загрязнённых опасными отходами или боеприпасами, до восстановления водно-болотных угодий, чтобы помочь вымирающим видам выжить.
- Сапёры 1-го инженерного полка 1-й механизированной бригады 3-й дивизии Канады и 54-го инженерного батальона 173-й воздушно-десантной бригады США учатся строить завалы в литовском лесу в ходе учений Iron Sword 2016.
- Командир взвода старший лейтенант Джеймс Ян и штаб-сержант Дэвид Вулдридж рассказывают об обезвреживании боеприпасов во время полевых учений в Форт-Блисс возле Эль-Пасо, Техас.